# Апор, Вильмош
Вильмош Апор (венг. Apor Vilmos; 1892—1945) — венгерский католический епископ, мученик.
Родился 29 февраля 1892 года в Шегешваре (Трансильвания, ныне Румыния), 7-й из 8 детей барона Габора Апора. В 6 лет потерял отца, воспитывался матерью, урождённой графиней Фиделией Пальфи. Окончив образование в Иннсбруке, 24 августа 1915 года рукоположён в сан священника вспомогательным епископом Брессаноне Сигизмундом Вайтцем. С первых дней осени того же года — на пастырской работе. Создатель организации по защите женщин, в 1917 году — капеллан госпитального поезда. С начала 1919 года — настоятель прихода, оказавшегося после Версальского мира на новой границе между Венгрией и Румынией. Продолжал широкую благотворительную и пастырскую деятельность.

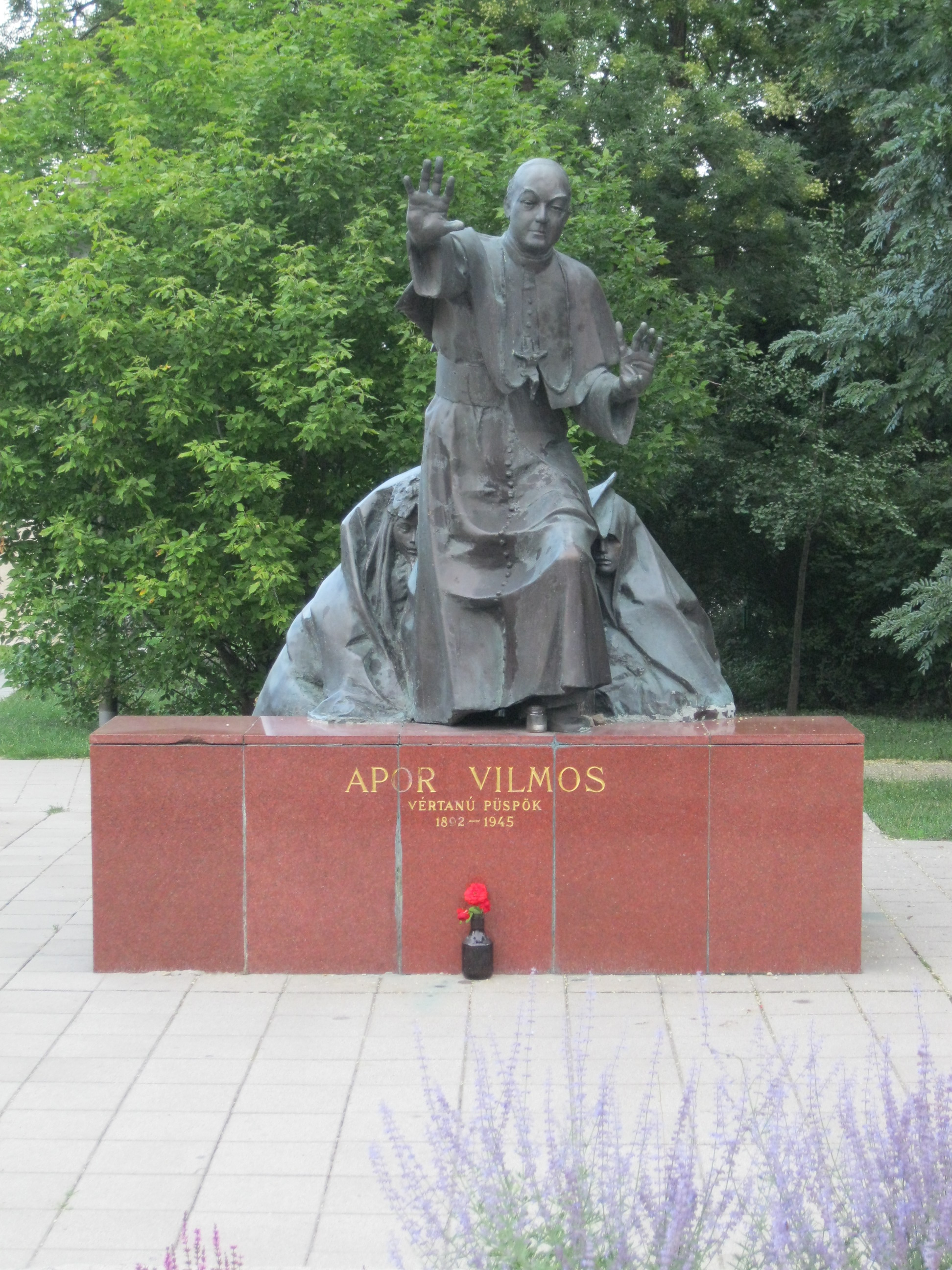
Памятник В. Апору в Будапеште

Несколько раз включался светскими властями в списки кандидатур на епископство; 21 января 1941 года назначен и 24 февраля рукоположён в сан епископа города Дьёр, крупного диоцеза на другом конце Венгрии. Епископский девиз: лат. «Crux firmat mitem, mitigat fortem» («Крест укрепляет слабого и смягчает сильного»).
Участвовал в политике; как и другие епископы Венгрии, противостоял попыткам Миклоша Хорти назначить своего сына Иштвана вице-регентом вакантного венгерского престола, тем самым основав протестантскую династию. Выступал против распространения радикальных взглядов. С мая 1942 года по просьбе епископата возглавил основанную несколькими годами ранее Ассоциацию Святого Креста, целью которой являлась защита евреев-христиан от антисемитских преследований. Принимал беженцев-евреев. На 28 марта 1945 года был назначен его арест, однако в этот день в Дьёр с боями вошли советские войска.
В резиденции епископа, где имелся большой подвал, укрылись приглашённые им женщины, дети, старики и священники. Вечером 30 марта 1945 года, в Страстную Пятницу, несколько советских солдат заметили одну из девушек и погнались за нею. Выскочившие на её крики епископ и его 17-летний племянник Шандор Палффи пытались остановить их и были расстреляны. 2 апреля 1945 года епископ Вильмош Апор скончался от полученной раны.
Почитание Вильмоша Апора как мученика быстро распространилось в Венгрии, несмотря на противодействие коммунистических властей. В 1997 года он был беатифицирован Папой Иоанном Павлом II.